# FMO3
Monooksigenaza koja sadrži flavin 3 (FMO3), takođe poznata kao dimetilanilinska monooksigenaza [N-oksid-formirajuća] 3 i trimetilaminska monooksigenaza, flavoproteinski je enzim (EC 1.14.13.148) koji je kod ljudi koriran FMO3 genom. Ovaj enzim katalizuje sledeću hemijsku reakciju:
N,N,N-trimetilamin + NADPH + H+ + O2 {\displaystyle \rightleftharpoons } N,N,N-trimetilamin N-oksid + NADP+ + H2O
FMO3 je glavni izoenzim monooksigenaze koja sadrži flavin koja je izražena u jetri odraslih osoba. Ljudski FMO3 enzim katalizuje nekoliko tipova reakcija, uključujući: N-oksigenaciju primarnih, sekundarnih, i tercijarnih amina; S-oksigenaciju nukleofilnih jedinjenja koja sadrže sumpor; i 6-metilhidroksilaciju DMXAA.
FMO3 je primarni enzim kod ljudi koji katalizuje N-oksidaciju trimetilamina u trimetilamin N-oksid; FMO1 takođe N-oksigeniše trimetilamin, mada u znatno manjoj meri od FMO3. Genetičke deficijencije FMO3 enzima uzrokuju primarnu trimetilaminuriju, takođe poznatu kao "sindrom ribljeg zadaha". FMO3 isto tako učestvuje u metabolizmu mnogih ksenobiotika (i.e., egzogenih jedinjenja koja nisu normalno prisutn u telu), kao što je oksidativna deaminacija amfetamina.

## Ligandi
| FMO3 substrati | FMO3 inhibitori | FMO3 pobuđivači | FMO3 aktivatori            |
| --- | --------------- | --------------- | -------------------------- |
| Endogeni biomolekuli - Epinefrin - Norepinefrin - Fenetilamin† - Trimetilamin† - Tiramin Značajni egogeni ksenobiotici - Amfetamin† i njegovi hidroksilaminski intermedijari - Benzidamin - Cimetidin - Klozapin - N-Deacetil ketokonazol - DMXAA† - Etionamid - Itoprid - Metamfetamin i njegovi hidroksilaminski intermedijari - Metimazol - Nikotin – only the (S)-(−)-nicotine enantiomer - Olopatadin - Fenotiazini – 2-(Trifluorometilni) analozi - Ranitidin - Sulindak sulfide - Tamoksifen - Tiobenzamid - Ksanomelin | - Tioureja      |                 | - Hlorpromazin - Imipramin |
| Simbol † označava umerenu do kompletne selektivnosti za FMO3 relativno na druge FMO izoenzime. |                 |                 |                            |

## Literatura
- Cashman JR, Park SB, Berkman CE, Cashman LE (1995). „Role of hepatic flavin-containing monooxygenase 3 in drug and chemical metabolism in adult humans.”. Chem. Biol. Interact. 96 (1): 33—46. PMID 7720103. doi:10.1016/0009-2797(94)03581-R.
- Cashman JR (2004). „The implications of polymorphisms in mammalian flavin-containing monooxygenases in drug discovery and development.”. Drug Discov. Today. 9 (13): 574—81. PMID 15203093. doi:10.1016/S1359-6446(04)03136-8.
- Zhou J, Shephard EA (2006). „Mutation, polymorphism and perspectives for the future of human flavin-containing monooxygenase 3.”. Mutat. Res. 612 (3): 165—71. PMID 16481213. doi:10.1016/j.mrrev.2005.09.001.
- Lomri N, Gu Q, Cashman JR (1992). „Molecular cloning of the flavin-containing monooxygenase (form II) cDNA from adult human liver.”. Proc. Natl. Acad. Sci. U.S.A. 89 (5): 1685—9. PMC 48517 . PMID 1542660. doi:10.1073/pnas.89.5.1685.
- Humbert JA, Hammond KB, Hathaway WE (1970). „Trimethylaminuria: the fish-odour syndrome.”. Lancet. 2 (7676): 770—1. PMID 4195988. doi:10.1016/S0140-6736(70)90241-2.
- Higgins T, Chaykin S, Hammond KB, Humbert JR (1972). „Trimethylamine N-oxide synthesis: a human variant.”. Biochemical medicine. 6 (4): 392—6. PMID 5048998. doi:10.1016/0006-2944(72)90025-7.
- Lomri N, Gu Q, Cashman JR (1995). „Molecular cloning of the flavin-containing monooxygenase (form II) cDNA from adult human liver.”. Proc. Natl. Acad. Sci. U.S.A. 92 (21): 9910. PMC 40912 . PMID 7568243. doi:10.1073/pnas.92.21.9910.
- Bhamre S, Bhagwat SV, Shankar SK,  . (1995). „Flavin-containing monooxygenase mediated metabolism of psychoactive drugs by human brain microsomes.”. Brain Res. 672 (1–2): 276—80. PMID 7749747. doi:10.1016/0006-8993(94)01135-5.
- Cashman JR, Park SB, Yang ZC,  . (1993). „Chemical, enzymatic, and human enantioselective S-oxygenation of cimetidine”. Drug Metab. Dispos. 21 (4): 587—97. PMID 8104117.
- Park SB, Jacob P, Benowitz NL, Cashman JR (1994). „Stereoselective metabolism of (S)-(−)-nicotine in humans: formation of trans-(S)-(−)-nicotine N-1'-oxide”. Chem. Res. Toxicol. 6 (6): 880—8. PMID 8117928. doi:10.1021/tx00036a019.
- Maruyama K, Sugano S (1994). „Oligo-capping: a simple method to replace the cap structure of eukaryotic mRNAs with oligoribonucleotides”. Gene. 138 (1–2): 171—4. PMID 8125298. doi:10.1016/0378-1119(94)90802-8.
- Dolphin CT, Cullingford TE, Shephard EA,  . (1996). „Differential developmental and tissue-specific regulation of expression of the genes encoding three members of the flavin-containing monooxygenase family of man, FMO1, FMO3 and FM04”. Eur. J. Biochem. 235 (3): 683—9. PMID 8654418. doi:10.1111/j.1432-1033.1996.00683.x.
- Chung WG, Cha YN (1997). „Oxidation of caffeine to theobromine and theophylline is catalyzed primarily by flavin-containing monooxygenase in liver microsomes”. Biochem. Biophys. Res. Commun. 235 (3): 685—8. PMID 9207220. doi:10.1006/bbrc.1997.6866.
- Suzuki Y, Yoshitomo-Nakagawa K, Maruyama K,  . (1997). „Construction and characterization of a full length-enriched and a 5'-end-enriched cDNA library”. Gene. 200 (1–2): 149—56. PMID 9373149. doi:10.1016/S0378-1119(97)00411-3.
- Treacy EP, Akerman BR, Chow LM,  . (1998). „Mutations of the flavin-containing monooxygenase gene (FMO3) cause trimethylaminuria, a defect in detoxication”. Hum. Mol. Genet. 7 (5): 839—45. PMID 9536088. doi:10.1093/hmg/7.5.839.
- Akerman BR, Forrest S, Chow L,  . (1999). „Two novel mutations of the FMO3 gene in a proband with trimethylaminuria”. Hum. Mutat. 13 (5): 376—9. PMID 10338091. doi:10.1002/(SICI)1098-1004(1999)13:5<376::AID-HUMU5>3.0.CO;2-A.

## Spoljašnje veze
- Trimethylamine+monooxygenase на 
- Primary Trimethylaminuria (FMO3 Deficiency) – NCBI bookshelf GeneReviews entry